# Francisco I. Madero, Michoacán de Ocampo
Francisco I. Madero är en ort i Mexiko.   Den ligger i kommunen Charo och delstaten Michoacán de Ocampo, i den södra delen av landet, 200 km väster om huvudstaden Mexico City. Francisco I. Madero ligger 1 977 meter över havet och antalet invånare är 699.
Terrängen runt Francisco I. Madero är huvudsakligen kuperad, men åt nordväst är den platt. Runt Francisco I. Madero är det ganska tätbefolkat, med 62 invånare per kvadratkilometer. Närmaste större samhälle är Morelia, 16,3 km väster om Francisco I. Madero. I omgivningarna runt Francisco I. Madero växer i huvudsak blandskog.